# Luchthaven Aktion
Luchthaven Aktion (Grieks: Κρατικός Αερολιμένας Ακτίου, Kratikos Aerolimenas Aktiou) is een luchthaven in het westen van Griekenland. Het vliegveld ligt 7 km ten zuiden van de stad Preveza en wordt daarom ook wel Luchthaven Preveza genoemd. Een andere nabije bestemming is 
Lefkas.